# Флаг острова Мэн
Флаг острова Мэн представляет собой красное полотнище с соотношением сторон 1:2, в центре которого расположен трискелион — соединённые вместе три бегущие ноги (мэн. ny tree cassyn — «три ноги») в рыцарских поножах и стальных сапогах со шпорами.
Флаг острова Мэн — один из самых старых в мире. Последнее его изменение датировано второй половиной XIII века при короле Магнусе III.
Существует также гражданский вариант флага, где в левой верхней четверти изображён флаг Великобритании, несмотря на то, что остров Мэн не является её частью (см. Коронные земли).